# Янг, Ангус
Ангус Маккинон Янг (англ. Angus McKinnon Young, род. 31 марта 1955 года, Глазго, Шотландия) — бессменный соло-гитарист и автор песен австралийской рок-группы AC/DC. Янг известен своим мастерством игры на гитаре, сценическим образом, танцами и крайне эмоциональными выступлениями.

## Биография

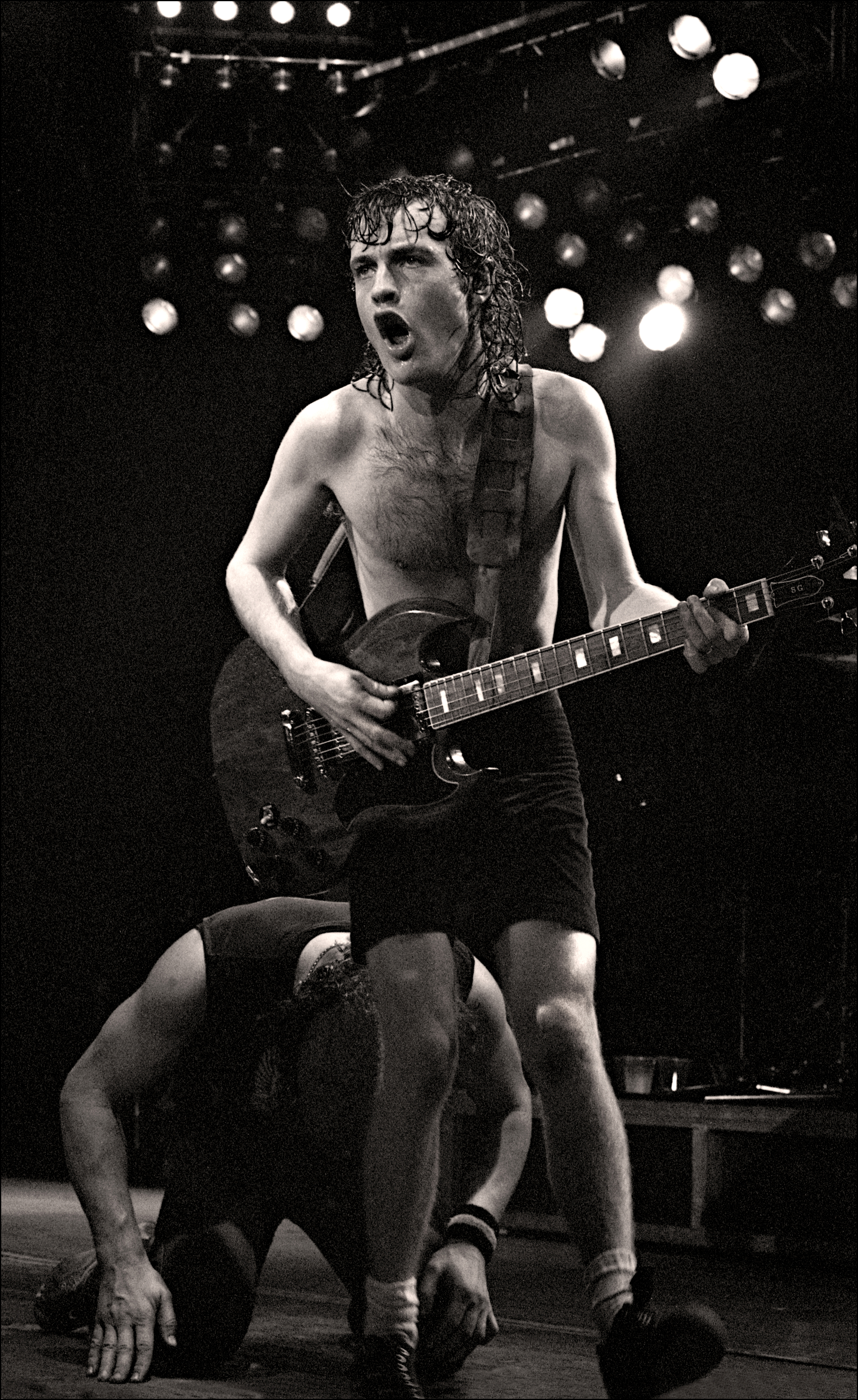
1982 год

Ангус Янг родился в Крэнхилле в Глазго в семье, где также были старшие братья — Малькольм, Джордж и Алекс, которые впоследствии тоже стали музыкантами. Ангус начал играть на взятой у друга гитаре в 5 лет. Свою первую гитару он сделал из имевшегося в доме банджо, на котором он перетянул струны на гитарный манер.
Янг не интересовался гитарной игрой всерьёз, пока зимой 1963 года они с семьёй не переехали в Австралию. Свою первую настоящую гитару, Gibson SG, Ангус получил после того, как увидел её в каталоге у приятеля. До тех пор он играл на гитаре Hohner, которую он унаследовал от брата Малькольма. Брат Джордж (игравший в группе The Easybeats) учил Малькольма и Ангуса играть на гитаре, когда бывал дома в перерывах между гастролями с группой.
Ангус и Малькольм Янги собрали AC/DC в 1973 году. В первом составе играли Ангус Янг на соло-гитаре, Малькольм Янг на ритм-гитаре, Колин Бёрджесс на ударных, Ларри Ван Кридт на бас-гитаре, а пел Дэйв Эванс.
В составе группы Ангус выработал свой фирменный образ школьника. Существует версия, что он не успевал переодеться между занятиями в школе и репетициями с группой и просто приходил на репетиции в школьной форме; но если это и имело место, то намного раньше, потому как к 1973 году Ангус уже давно покинул школьные стены. Ангус ненавидел школу, и, когда он ушёл оттуда и вступил в AC/DC, Малькольм попросил каждого участника группы придумать свой образ, а сестра Маргарет предложила ему носить школьную форму. Это была эпоха глэм-рока, когда костюмы были обязательной и важной деталью рок-представления. Однако прежде чем утвердить образ «школьника», Ангус перепробовал множество образов, таких как Человек-Паук, Зорро, горилла и пародия на Супермена под названием «Супер-Анг», но ни один из них не прижился, в отличие от «школьника». Чтобы ему соответствовать, прессе и поклонникам сообщалось, что Янг родился в 1959, а не в 1955 году.

## Оборудование

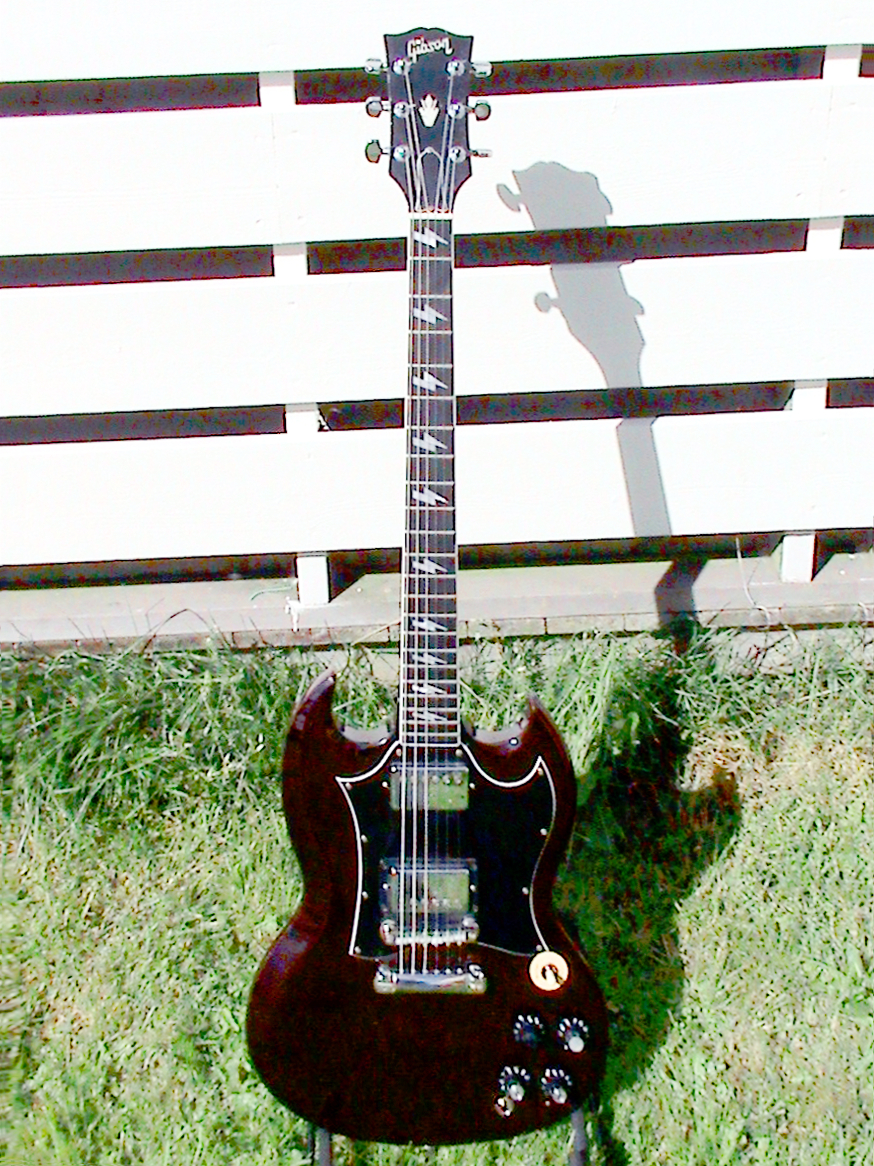
Гитара Ангуса Янга — Gibson SG Custom

Играет на гитарах фирмы Гибсон — обычно на Gibson SG в различных модификациях (его первоначальная и основная на сегодняшний день — Gibson SG-1968), редко был замечен с другой гитарой. Однако, у него также есть телекастеры, Gibson Firebird и Gibson ES-335. Когда AC/DC играли джэм-версию «Rock me, baby» с Rolling Stones в 2003 году, он играл на Gibson ES-335, это был едва ли не единственный раз, когда он выступал не с Gibson SG.
В основном использовал усилители Marshall (JTM45, JTM50, JMP50 и Superlead) и некоторые усилители Wizard. Его основной усилитель — JTM45, который он использует и на концертах, и в студии.

## Сценический образ
Ангус развлекал публику, интенсивно прыгая и бегая по сцене, не прекращая играть на гитаре. Когда вокалистом AC/DC был Бон Скотт, он часто забирался к нему на плечи во время концертов, и они вместе пробирались через публику, при этом из рюкзака на спине Ангуса шёл дым, а сам он играл удлинённое соло на гитаре — обычно во время песни «Rocker».
Позже он стал исполнять собственную версию «утиной походки», которую изначально придумал Чак Берри, а также «спазм», во время которого гитарист падает на пол, дёргая ногами, трясясь, вращаясь кругами, и при этом продолжая играть на гитаре. Янг придумал «спазм», когда, играя соло во время концерта в клубе в Австралии, споткнулся о провод. Он обыграл это в виде припадка, и с тех пор «спазм» стал его коронным трюком. Также во время гитарных партий он часто играет с открытым ртом, имитируя нечто вроде «спазма».
Многократно исполнял шотландскую дразнилку, на каждом концерте показывая публике зад.

## Влияние
Энергичный стиль игры Ангуса Янга повлиял на многих молодых гитаристов. Его работа с AC/DC отразилась на творчестве широкого диапазона групп, от Guns N’ Roses и Def Leppard до молодых исполнителей вроде Jet и You Am I.
Сам Янг утверждает, что на его творчество оказали определённое влияние Чак Берри, Мадди Уотерс и другие исполнители блюза и рок-н-ролла.

## Признание и награды
24 августа 2006 года получил Премию легенды журнала Kerrang! от его главного редактора, Пола Брэннигана, который назвал AC/DC «одной из самых важных и значимых рок-групп в истории». В 2009 году Ангус включён в список величайших гитаристов всех времен, составленный британским журналом Classic Rock. 16 мая 2012 года был назван лучшим австралийским гитаристом всех времён, по результатам опроса, проведённого австралийским журналом Guitar. Также входит в список 100 величайших гитаристов всех времён по версии журнала Rolling Stone, как в версию 2003 года, так и версию 2011 года.